# Sabana Llana Sur
Ne doit pas être confondu avec Sabana Llana Norte.
Sabana Llana Sur est l’un des dix-huit quartiers (en espagnol : barrios) de San Juan, la capitale de Porto Rico. En 2020, il comptait 38 986 habitants.